# Reprezentacja Sudanu w piłce nożnej mężczyzn
Reprezentacja Sudanu – kadra Sudanu w piłce nożnej mężczyzn. 
Jest zarządzana przez Sudan Football Association, czyli Sudański Związek Piłki Nożnej. Zespół Sudanu nigdy nie grał w Mistrzostwach Świata. Federacja Sudanu przystąpiła do FIFA w 1948 roku, a do CAF, czyli Afrykańskiej Federacji Piłkarskiej, w 1957. Jest jedną z trzech reprezentacji obok Etiopii i Egiptu, które wystąpiły w pierwszym historycznym Pucharze Narodów Afryki. Drużyna Sudanu trzykrotnie triumfowała w Pucharze CECAFA (1980, 2006, 2007). W latach 2002–2004 selekcjonerem reprezentacji był Wojciech Łazarek. Obecnie wszyscy reprezentanci Sudanu grają w kraju, jeszcze nigdy żaden Sudańczyk nie grał w Europie.
Obecnie selekcjonerem kadry Sudanu jest Burhan Tia.

## Sukcesy
- Puchar Narodów Afryki:

- 1 raz (1970)
- 1 raz wicemistrzostwo (1959)

- Puchar CECAFA:

- 3 razy (1980, 2006, 2007)
- 1 raz wicemistrzostwo (1990)
- 1 raz 3. miejsce (1996); w tym czasie druga drużyna Sudanu zdobyła wicemistrzostwo

## Udział wMistrzostwach Świata
- 1930 – 1954 – Nie brał udziału (był kolonią brytyjsko-egipską)
- 1958 – Wycofał się w trakcie eliminacji
- 1962 – 1966 – Nie brał udziału
- 1970 – 1990 – Nie zakwalifikował się
- 1994 – Nie brał udziału
- 1998 – 2022 – Nie zakwalifikował się

## Udział wPucharze Narodów Afryki
- 1957 – III miejsce
- 1959 – II miejsce
- 1962 – Nie zakwalifikował się
- 1963 – II miejsce
- 1965 – 1968 – Nie zakwalifikował się
- 1970 – Mistrzostwo
- 1972 – Faza grupowa
- 1974 – Nie zakwalifikował się
- 1976 – Faza grupowa
- 1978 – Nie brał udziału
- 1980 – Nie zakwalifikował się
- 1982 – Nie brał udziału
- 1984 – Nie zakwalifikował się
- 1986 – Wycofał się w trakcie eliminacji
- 1988 – 1996 – Nie zakwalifikował się
- 1998 – Wycofał się w trakcie eliminacji
- 2000 – Nie brał udziału
- 2002 – 2006 – Nie zakwalifikował się
- 2008 – Faza grupowa
- 2010 – Nie zakwalifikował się
- 2012 – Ćwierćfinał
- 2013 – 2019 – Nie zakwalifikował się
- 2021 – Faza grupowa
- 2023 – Nie zakwalifikował się